# Derzbachhof

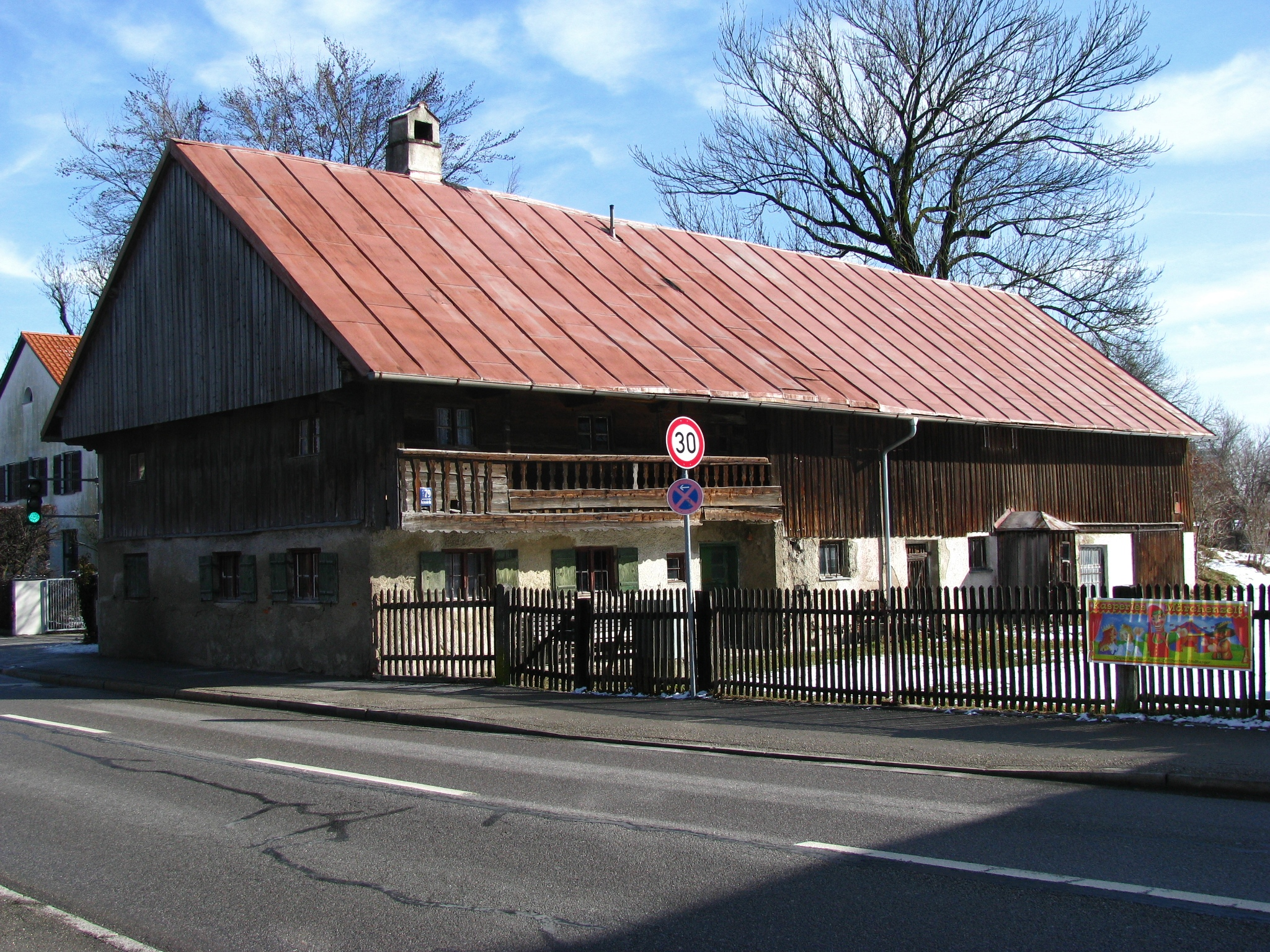
Derzbachhof, Zustand 2010

Der Derzbachhof, mit dem Hausnamen Feichthof, ist der wohl älteste noch erhaltene Bauernhof in München. Das Gebäude ist als Baudenkmal in die Bayerische Denkmalliste eingetragen.

## Lage
Der Hof liegt im historischen Ortskern des Münchner Stadtteils Forstenried an der Forstenrieder Allee 179, schräg gegenüber der Heilig-Kreuz-Kirche. Es ist Bestandteil des denkmalgeschützten Ensembles Forstenried, steht aber auch als ein Einzeldenkmal unter Denkmalschutz.

## Beschreibung
Das Gebäude ist ein zweigeschossiger Einfirsthof vom Mitterstalltyp und trägt ein überstehendes Satteldach mit einem zur Straßenseite hin vorspringenden Giebel. Das Erdgeschoss ist durchgehend gemauert. Das Obergeschoss des ehemaligen Wohnteils ist in Blockbauweise ausgeführt. Entlang seiner Südseite zieht sich ein Balkon, der sich früher auch über die Giebelseite erstreckte. Das Obergeschoss des ehemaligen Wirtschaftsteils ist in verbretterter Ständerbauweise ausgeführt. An der Rückseite des Hauses liegt eine Auffahrt zur Hochtenne, die sich über das gesamte Obergeschoss des Wirtschaftsteils erstreckt.

## Geschichte
Der spätbarocke Derzbachhof entstand 1751 als Halbhof aus der Aufspaltung des alten Ochsenbauernhofs durch das Kloster Polling. Veith Graf von Forstenried erwarb das Anwesen. Sein Vorname ist vermutlich der Ursprung des Hausnamens Feichtbauer. In der Zeit um 1800 wurde sein Wirtschaftsteil verlängert. Seinen jetzigen Namen bekam der Hof erst um 1920, als der Forstenrieder Bauernsohn Derzbach dort einheiratete. Das Ehepaar bekam ausschließlich Töchter. 1997 verstarb die letzte Derzbach-Hoferbin, 2012 die letzte der 5 Derzbach-Schwestern.

## Sanierung und Umbau
Seit den 1980er Jahren stand der Derzbachhof leer und drohte zu verfallen. Die Stadt München verstärkte 2016 ihre Anstrengungen, um den historischen Hof vor dem Verfall zu retten und traf mit der Erbengemeinschaft Vereinbarungen, die das Baudenkmal stabilisieren sollten. Um den Eigentümern einen weiteren Anreiz zu liefern, wurde ein genehmigter Vorbescheid aus dem Jahr 2009 für den Neubau eines Mehrfamilienhauses und den Umbau des Bauernhauses in ein Zweifamilienhaus nochmals verlängert.
2017 erwarb der Investor Euroboden das Grundstück von der Erbengemeinschaft mit der Absicht, den Hof zu sanieren. Zur Finanzierung der Hofsanierung plante der Investor auf dem Gelände einen Neubau mit insgesamt 17 Wohnungen, im ehemaligen Wirtschaftsgebäude (Tenne) vier weitere Wohnungen. Mit der Konzeptentwicklung wurde der Architekt Peter Haimerl beauftragt.
Weit über 2000 Bürger aus München und Forstenried sprachen sich 2018 bei einer Unterschriftenaktion für den Erhalt des Hofensembles samt Nutzgarten mit Kraut- und Kräutergarten und Obststreuwiese, auch als Biotop, Grünfläche und Frischluftschneise aus. Haus und Hof als eines der letzten Beispiele historischer Bauernkultur in München sollte im Interesse der Allgemeinheit öffentlich zugänglich gemacht werden. Die Baugegner kritisierten insbesondere die Massivität des Bauvorhabens. Sie befürchten, dass dadurch das Erscheinungsbild des historischen, denkmalgeschützten Dorfkernensembles Forstenried gestört wird und der Ensembleschutz gefährdet ist.
Ende Januar 2019 erging eine Petition an den Bayerischen Landtag, welche jedoch erfolglos war. Eine weitere Petition von Anwohnern, die lediglich 430 Befürworter fand, unterstützte dagegen die Pläne mit dem Argument, dies sei die einzige, realistische Möglichkeit, das marode Gebäude zu retten. Kurz darauf erging im Februar 2019 der positive Bauvorbescheid der LBK München.
Ende November 2019 gab es eine Demonstration für ein Derzbachhof-Museum. Nahezu zeitgleich wurde der Bauantrag gestellt. Nach den eingereichten Plänen verschwinden nicht nur Stall und Stadl mit den Futtertrögen, sondern auch wertvolle historische Räume im Wohnteil des Hofes. Die ehemalige Schwarzküche soll eine Toilette werden, die noch gut erhaltene Kornkammer im ersten Obergeschoss mit Holzschütten soll zu einem Bad umgebaut werden.
Die Stadt München erteilte dem Investor Euroboden am 19. Februar 2020 die Baugenehmigung für die Sanierung und den Ausbau. Das Referat für Stadtplanung und Bauordnung setzte umfangreiche Auflagen fest, damit Renovierungen und Veränderungen denkmalgerecht erfolgen. Im Frühjahr 2020 wurde mit den Bauarbeiten begonnen. Zur Fertigstellung des Umbaus fand im September 2022 ein Tag der offenen Türe statt.